# Hydropectis
Hydropectis é um género botânico pertencente à família Asteraceae.
O género possui 3 espécies descritas e aceites.
Trata-se de um género reconhecido pelo sistema de classificação filogenética Angiosperm Phylogeny Website.

## Taxonomia
O género foi descrito por Per Axel Rydberg e publicado em North American Flora 34: 216., no ano de 1914.

## Espécies
As espécies aceites para este género são:
- Hydropectis aquatica (S.Watson) Rydb.
- Hydropectis estradii B.L.Turner
- Hydropectis stevensii McVaugh